# نستر گوردیلو
نستر گوردیلو (انگلیسی: Néstor Gordillo؛ زادهٔ ۲۲ اوت ۱۹۸۹) بازیکن فوتبال اهل اسپانیا است.
از باشگاه‌هایی که در آن بازی کرده‌است می‌توان به باشگاه فوتبال اتلتیکو مادرید بی اشاره کرد.